# Karl Ellinger
Karl Ellinger (* 25. März 1952 in Braunau am Inn) ist ein österreichischer Musiklehrer, Komponist und Kolumnist.

## Leben und Wirken
Ellinger besuchte ab 1969 in Wien die Höhere Graphische Bundes-Lehr- und Versuchsanstalt und absolvierte 1973 die Fachschule für Reproduktionsfotografie. 
1973/74 studierte er am Bruckner-Konservatorium Linz und ab 1974 am Mozarteum in Salzburg bei Helmut Eder und Cesar Bresgen. Ab 1980 widmete er sich dem Studium der Harmonielehre (Völkergeschichte musikalischer Stimmungen, Mathematik der europäischen Stimmungsgeschichte) sowie der Theorie und Praxis mikrotonaler Komposition bei Rolf Maedel. Er wurde Mitglied bei der Cooperative für Computermusik und belegte Kurse bei Irmfried Radauer. 
1986 gründete Ellinger eine private Musikschule in Braunau am Inn – die Schule für Musik und Sprache, die er seitdem leitet. Zusätzlich führt er diverse kompositorische Auftragsarbeiten durch. Seit 1989 ist er Mitglied der Innviertler Künstlergilde und der Internationalen Gesellschaft für Neue Musik (IGNM). Seit 2009 ist er Mitglied der Internationalen Gesellschaft für Ekmelische Musik.
Ellinger ist Kolumnist bei der regionalen Innviertler Zeitung Braunauer Warte (seit 2009) und hat als solcher seine Satiren auch in Buchform veröffentlicht.

## Werke
- Filmmusik für Parodontose Now, ist eine Parodie auf Apocalypse Now (1984)[3]
- Vier Minuten zu viert ist ein Klarinettenquartett